# De Havilland Mosquito
de Havilland Mosquito bio je britanski dvomotorni vojni zrakoplov. Učestvovao je u brojnim misijama tijekom Drugog svjetskog rata. Za vrijeme i poslije rata koristili su ga prvenstveno RAF ali i mnoga druga vojna zrakoplovstva. Pored pilota u pilotskoj kabini nalazio se je i navigator. Mosquito je prvobitno bio zamišljen kao dnevni bombarder, zrakoplov za navođenje, dnevni i noćni lovac, lovac-bombarder, mornarički i izviđački.
Njegovi tvorci su ga zamislili bez ikakvog obrambenog oružja (bio je projektiran kako bi bio sposoban pobjeći neprijateljskim lovcima) što je bilo neobično za bombardere tog vremena. Usprkos početnim gubicima Mosquito je iz rata izašao s prosječno najmanje izgubljenih zrakoplova tipa bombarder. Ukupno je izrađeno 7.781 Mosquito zrakoplova od kojih 6.710 u tijeku Drugog svjetskog rata.
Na planovima za izgradnji zrakoplova počelo se raditi 1938. godine. Tek 1940. izrađena su tri prototipa, svaki drukčijeg izgleda. Prvi je 25. studenog 1940. uzletio prototip bombardera W4050, 15.svibnja 1941. uzletio je noćni lovac i na kraju 10. lipnja 1941. inačica zrakoplova za izviđanje. Prototip za izviđanje bio je osnova za izgradnju PR Mk-I Mosquito koji je uzletio 20.rujna 1941.

## Inačice

### Bombarderi
Na osnovi prototipa bombardera izrađeno je oko 273 zrakoplova B Mk-IV. Prvi let bio je u svibnju 1942. Mogao je ponijeti 4 bombe (smještene u unutarnjem spremištu) od 227 kg i dva dodatna rezervoara za gorivo ovješena na krilima. Umjesto rezervoara na nosače su se mogle postaviti dvije dodatne bombe. Mk-IX inačica bila je sposobna za let na većim visinama. Slijedi Mosquito Mk-XVI izrađen u 1.200 primjeraka koji je mogao ponijeti 1.816 kg bombi u unutarnjem spremištu.

### Lovci
NF Mk-II prvi je Mosquitos - lovac sposoban za noćne letove. Izrađen je u 466 primjeraka a prvi let imao je u siječnju 1942. godine. Bio je naoružan s četiri topa od 20 mm smještenih u prednjem donjem dijelu trupa i četiri mitraljeza od 7,7 mm smještenih nosu zrakoplova. Od 97. primjerka ugrađuje se radar i nastaje nova inačica NF Mk-XII.
Izrađeno je 270 inačica NF Mk-XIII. Radar smješten u nosu zrakoplova dijelio je prostor s mitraljezima.  Ostali noćni lovci s manjim izmjenama bili su Mk-XV, Mk-XVII, Mk-XIX i Mk-30. Poslije rata izrađene su još dvije inačice, NF Mk-36 pokretana s Merlin 113/114 motorima i NF Mk-38 s britanskim radarom.

### Lovci bombarderi
FB Mk-VI lovac-bombarder, je inačica izrađena u 2.718 primjeraka. Prvi let bio je u veljači 1943. Mogao je nositi dvije bombe od 230 kg u prostoru za bombe i dvije ovješene o krila. Od 1944. godine zrakoplovi s ugrađenim nosačima za osam raketa korišteni su u napadima na brodove. 
FB Mk-XVIII je još jedna inačica lovca-bombardera. Bio je opremljen s topom od 57 mm i šest protutenkovskih topova manjeg kalibra s mogućnošću pojedinačnog i automatskog ispaljivanja smještenih u nosu, pored dva mitraljeza od 7,7 mm.

### Zrakoplovi za potrebe mornarice i izviđanja
Mosquito TR Mk-33s je zrakoplov prilagođen za potrebe mornarice, izrađen u 50 primjeraka. Radi zauzimanja što manje prostora imao je preklopna krila, radarsku kupolu na nosu i nosače za torpeda na trupu. Mosquito TR Mk-37s isti je zrakoplov s ugrađenim drugim (boljim) radarom. Mornarica je također koristila TT Mk-39 za vuču meta.
RAF-ova inačica TT Mk-35 namijenjena također za vuču meta bila je zadnji Mosquitov zrakoplov koji je prizemljen 1956. godine.

## Tehničke karakteristike (DH.98 Mosquito F. Mk II)
Osnovne karakteristike
- posada: 2
- dužina: 13,57 m
- raspon krila: 16,52 m
- površina krila: 42,18 m
- visina: 5,3 m

Letne karakteristike
- najveća brzina: 610 km/h
  - borbeni dolet: 1.500 km
- brzina penjanja: 8,8 m/s
- najveća visina leta: 8.839 m
- specifično opterećenje krila: 195 kg/m2
- motor: 2× Rolls-Royce Merlin 21/21 ili 23/23  V12 klipna motora

## Vanjske poveznice
- The Mosquito Page
- De Havilland Mosquito - fleetairarmarchive.net
- De Havilland Mosquito Page   Arhivirana inačica izvorne stranice od 25. svibnja 2009. (Wayback Machine)